# Данилевич, Вера Мусиевна
Вера Мусиевна Данилевич (1906 — ?) — советская артистка, режиссёр, сценарист и художница, театральный преподаватель. Сестра народной артистки Украинской ССР П. М. Табачниковой.

## Биография
Окончила режиссёрское отделение Киевского музыкально-педагогического института имени Н. В. Лысенко. В 1930 ассистент режиссёра на Киевской киностудии, в 1930-1931 режиссёр Днепропетровского театра юного зрителя. С 1946 преподаватель Киевского государственного института театрального искусства имени И. К. Карпенко-Карого.

### Творчество
Автор пьес «Подкоп», «Фёдор-изобретатель» и других, сценарист ряда кинофильмов.

### Фильмография
- 1926 — Трипольская трагедия, комсомолка
- 1935 — Дочь партизана, сценарист
- 1962 — Кто сказал «мяу»?, художница